# جيم توماسون
جيم توماسون (بالإنجليزية: Jim Thomason)‏ هو لاعب كرة قدم أمريكية أمريكي، ولد في 28 مارس 1920 في لوس أنجلوس في الولايات المتحدة، وتوفي في 4 أغسطس 2007 في برينهام في الولايات المتحدة.

## وصلات خارجية
- جيم توماسون على موقع مرجع كرة القدم المحترفة.كوم (الإنجليزية)